# Orthocyclische wikkeling
Een orthocyclisch gewikkelde spoel (Oudgrieks: ὀρθός, orthós = recht; κύκλος, kúklos = kring) is een spoel bestaande uit ronde draad die zodanig gewikkeld is dat men een zo dicht mogelijke stapeling van de windingen binnen een bepaalde afmeting verkrijgt. De naast en op elkaar liggende windingen zijn zeer regelmatig en nauwkeurig loodrecht op de lengterichting van de spoel gelegd, waardoor de dichtheid van het geleidende materiaal binnen de wikkeldraad maximaal is, en er zo min mogelijk verloren (lucht)ruimtes zijn. Het is mogelijk om een vulfactor (de verhouding van stroomgeleidend metaal ten opzichte het volume van de hele spoel) van ongeveer 90% te bereiken.
Bij niet orthocyclisch gewikkelde spoelen, ook wel wild gewikkelde spoelen genoemd, wordt de wikkeldraad in 'spoed' naast elkaar gewikkeld in de wikkelrichting, echter vindt hier geen exacte sturing van de wikkeldraad plaats waardoor dit wikkelbeeld na een aantal wikkellagen verloren gaat. Bij orthocyclisch gewikkelde spoelen wordt de wikkeldraad op elke wikkellaag exact tussen de wikkeldraden van de onderliggende draad gelegd. Dit zorgt ervoor dat er een heel constant wikkelbeeld ontstaat met een geminimaliseerde ruimte tussen de onderlinge wikkeldraden wat resulteert in de hoge vulfactor.

## Geschiedenis
De methode van het orthocyclisch wikkelen is in de vroege jaren 1960 bij Philips ontwikkeld door W.L.L. Lenders.

## Doel
De voordelen van een orthocyclisch gewikkelde spoel ten opzichte van een wild gewikkelde spoel zijn de volgende:
- Het verkrijgen van een zo krachtig mogelijk magnetisch veld met minimaal energie- en volumegebruik.
- Het optimaliseren van de warmteverdeling binnen de spoel door de dicht opeengepakte metaaldraden. De ontstane warmte door energieverliezen in de spoel kan zo beter afgevoerd worden dan wanneer er meer lucht tussen de wikkelingen zit.
- Het verkrijgen van een hogere maatvastheid van de spoel door de gedefinieerde plaatsing van de wikkelingen.
- Het zo gelijk mogelijk verdelen van de elektrische velden binnen de spoel.

## Toepassingen
Orthocyclisch gewikkelde spoelen worden toegepast op vele terreinen, waaronder elektromotoren, onder andere servomotoren en lineare motoren waaronder luidsprekers, transformatoren, RFID en daarnaast nog vele andere applicaties.

## Wikkelmethode

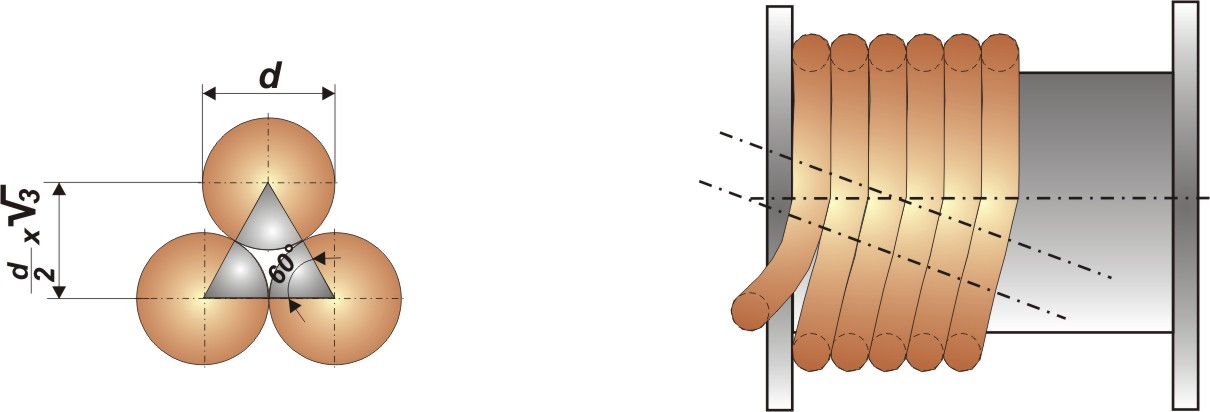
Verspringing van de windingen op de eerste wikkellaag van een orthocyclisch gewikkelde spoel

Bij orthocyclisch wikkelen wordt de plaats van iedere wikkeling nauwkeurig gedefinieerd. Dit gebeurt door de wikkelingen nauwkeurig naast elkaar te plaatsen op de eerste wikkellaag en de draden op de tweede wikkellaag precies in de groeven tussen de draden van de eerst wikkellaag te laten vallen, zoals te zien op nevenstaande afbeelding. Op eenzelfde wijze zullen de opvolgende wikkellagen worden opgebouwd en ontstaat een gewikkelde spoel waarvan de wikkeldraad zo efficiënt mogelijk in de ruimte wordt geplaatst.

### Overstap

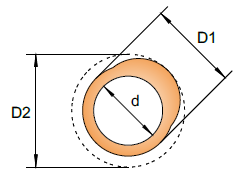
Uitvergrote onrondheid van een orthocyclisch gewonden spoel.

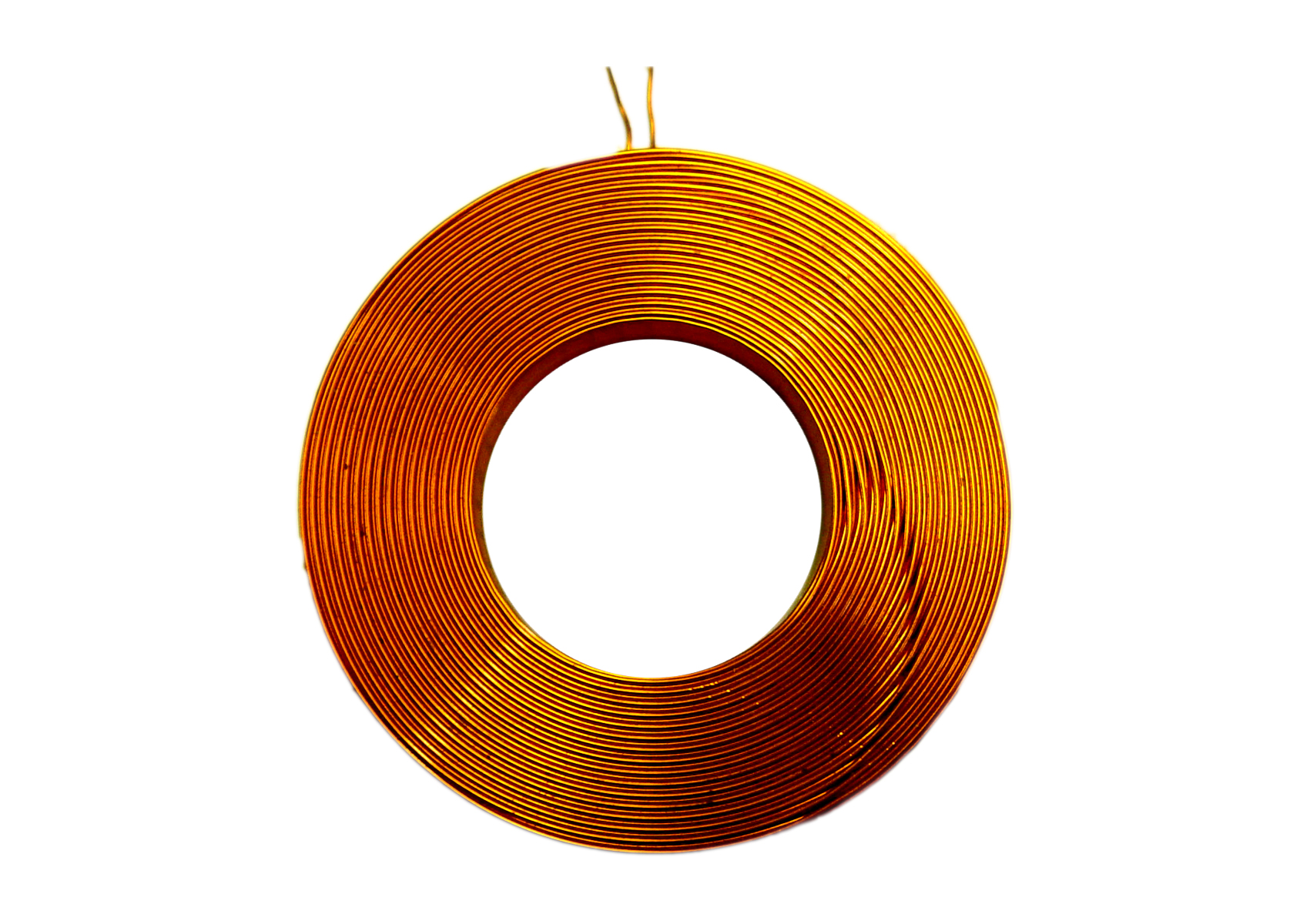
Zichtbare overstap aan de buitenzijde van een orthocyclisch gewonden spoel.

Vanaf de tweede wikkellaag kan niet over iedere gehele wikkeling aan het orthocyclische wikkelbeeld worden voldaan; op een deel van elke wikkeling is een overstap nodig. Dit is de plek waarbij de wikkeldraden niet 'in elkaar' gaan liggen zoals beschreven maar over elkaar heen gaan kruisen in een zogenaamde 'overstaplijn'. De overstap zal zorgen voor een zogenaamde 'orthocyclische bult' wat de spoel niet perfect rond maakt. Aan de buitenzijde van de spoel kan men de draden deze overstap zien maken.
Bij een ronde spoel zal de overstap spiraalsgewijs lopen in de tegengestelde richting van de wikkelrichting doordat de overstappen van nature niet bovenop elkaar gaan liggen.

## Vierkant of rechthoekig draad
Als gebruik wordt gemaakt van vierkant of rechthoekig draad, dan is een nog hogere vulfactor te bereiken, en daarbij is het niet nodig om orthocyclisch te wikkelen.